# Банър
Окръг Банър (на английски: Banner County) е окръг в щата Небраска, Съединени американски щати. Площта му е 1932 km², а населението - 819 души (2000). Административен център е град Харисбърг.